# Кабанак-Сеганвиль
Кабана́к-Сеганви́ль (фр. Cabanac-Séguenville, окс. Cabanac e Seguenvila) — коммуна во Франции, находится в регионе Юг — Пиренеи. Департамент — Верхняя Гаронна. Входит в состав кантона Кадур. Округ коммуны — Тулуза.
Код INSEE коммуны — 31096.

## География
Коммуна расположена приблизительно в 580 км к югу от Парижа, в 39 км к северо-западу от Тулузы.

## Климат
Климат умеренно-океанический. Зима мягкая и снежная, весна характеризуется сильными дождями и грозами, лето сухое и жаркое, осень солнечная. Преобладают сильные юго-восточные и северо-западные ветры.

## Население
Население коммуны на 2010 год составляло 172 человека.
| 1962 | 1968 | 1975 | 1982 | 1990 | 1999 | 2010 |
| ---- | ---- | ---- | ---- | ---- | ---- | ---- |
| 172  | 126  | 134  | 122  | 118  | 128  | 137  |

## Администрация
| Период | Период | Фамилия        | Партия                  | Примечания |
| ------ | ------ | -------------- | ----------------------- | ---------- |
| 2001   | 2008   | Жан Дюкас      |                         |            |
| 2008   | 2020   | Мишель Пувийон | Социалистическая партия |            |

## Экономика
В 2010 году среди 104 человек трудоспособного возраста (15—64 лет) 78 были экономически активными, 26 — неактивными (показатель активности — 75,0 %, в 1999 году было 66,3 %). Из 78 активных жителей работали 77 человек (47 мужчин и 30 женщин), безработной была 1 женщина. Среди 26 неактивных 5 человек были учениками или студентами, 8 — пенсионерами, 13 были неактивными по другим причинам.

## Достопримечательности
- Церковь Нотр-Дам
- Церковь Св. Иоанна Крестителя